# Рідна мова

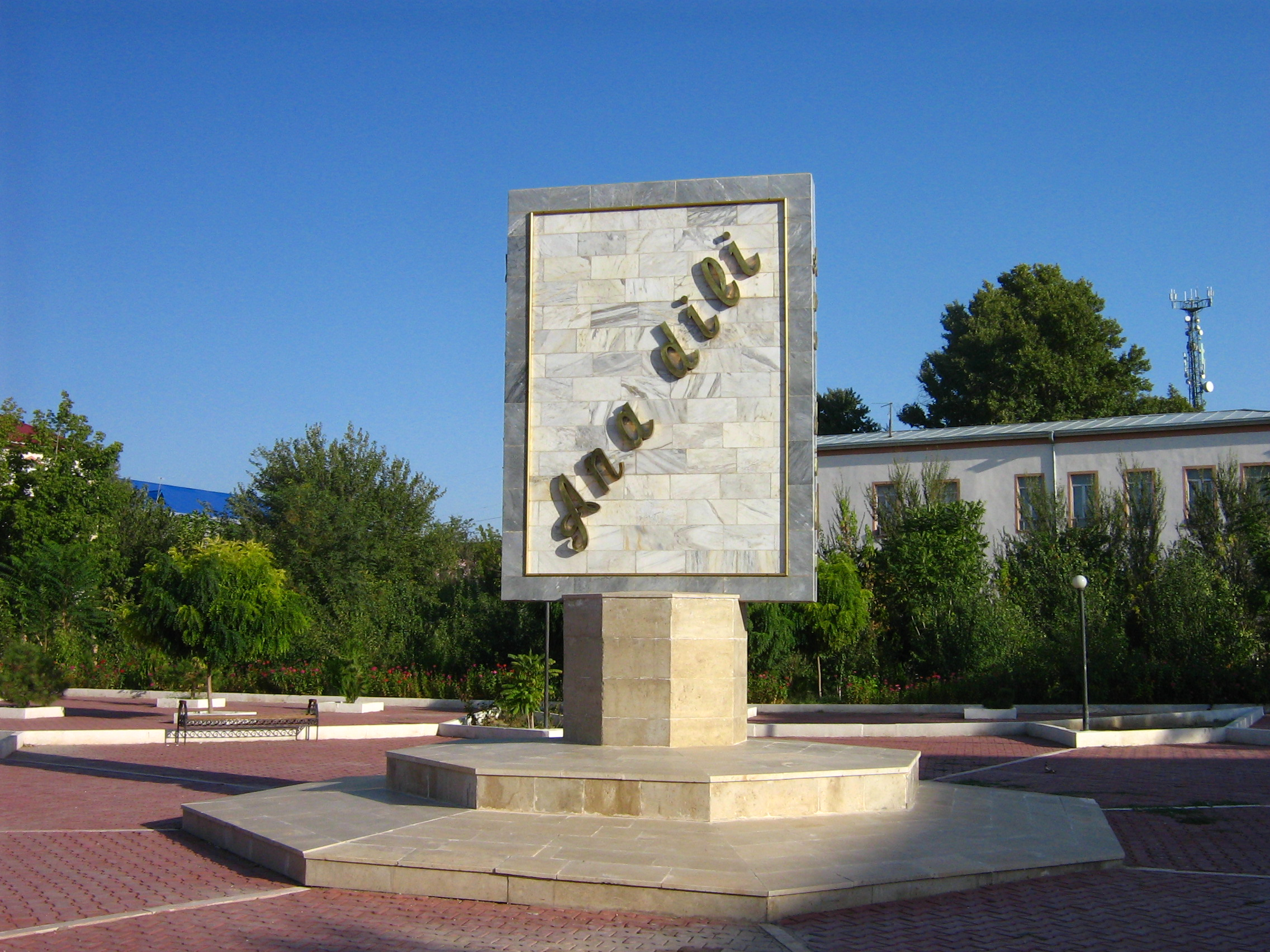
Монумент рідній мові в Азербайджані.

Рі́дна мова — мова, яку людина засвоює з раннього дитинства без спеціального навчання; мова, якою людина мислить. Переважно — це мова батьків. У міжетнічних родинах можуть бути вживані дві або більше рідних мов. Вивчення мови відбувається у дитинстві у природний спосіб в умовах опіки над малим дитям. Як правило — це родинні умови. Рідна мова — одне з найважливіших понять соціолінгвістики та етнології. Існують різні, часом суперечливі трактування терміна «рідна мова». Загалом виділяють три концепції:
- етнічна мова
- перша мова
- мова, засвоєна в дитинстві.

## Загальний опис

### Загальна характеристика
Рідна мова — це мова, з якою людина входить у світ, прилучається до загальнолюдських цінностей в їх національній своєрідності. Людина стає свідомою, оволодіваючи мовою своїх батьків. У художній літературі — поезії та прозі — всіх народів поняття рідної мови виступає поряд із поняттям рідного краю, батьківської хати, материнського тепла, вітчизни: рідна мова сприймається не просто як засіб комунікації, знаряддя формування думок, а значно ближче — як одне з головних джерел патріотичних почуттів, як рецептор духовно-емоційної сфери людини. Письменники поетизують рідну мову так само, як і рідний край, його пейзажі, як свій народ. Мова входить у систему художніх образів.
Поняттю рідна мова Олександр Олесь присвятив вірш.
Добре володіння рідною мовою є важливою для подальшого навчання, оскільки мова вважається основою мислення (а згідно з гіпотезою Сепіра — Ворфа, певною мірою визначає спосіб мислення). Недостатнє володіння рідною мовою ускладнює й вивчення іноземних мов. Відомі випадки, коли діти, що жили у самотності і не вчили мови, наприклад Каспар Гаузер. Пізніші спроби навчити їх якоїсь мови були невдалими.

Духовні проводирі нації постійно звертаються до своєї мови як до основи народності, найбільшого духовного багатства, животворного джерела повноцінного розвитку. У зверненні до носіїв української мови Максим Рильський писав:
Мова — втілення думки. Що багатша думка, то багатша мова. Любімо її, вивчаймо її, розвиваймо її! Борімося за красу мови, за правильність мови, за приступність мови, за багатство мови.
У розмовній мові нерідко під поняттям «рідну мову» розуміють мову народу або національності, до якого (якої) належить людина («рідну мову ми стали вчити в педучилищі»). «Рідною мовою» у такому змісті можна й не володіти зовсім: «Діти емігрантів не знають рідної мови». Таке вживання терміна в науці не використовується, а відповідне поняття іноді позначається терміном «етнічна мова».

### Лінгвонім «своя мова»
Ендонім, назва яка використовується українцями для означення рідної мови (говірки). Закріплена мовною практикою ідентифікація мови, коли уявлення про неї створюється як продовження або заперечення самого себе. Характеризує традиційне родоплемінне уявлення про поділ людства за мовою на своїх та чужих. Явище одного семантичного ряду, що й «наша, місцева, руська, мова». Порівняно з іншими подібними назвами, не має локального, конфесійного, станового значення. Регулярно фіксується дослідниками там, де поширена національна ідентичність. Використовується освітянами для поширення ідеї про мову, як національну цінність.

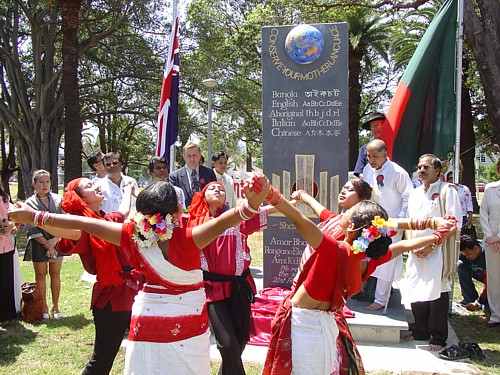
Міжнародний день рідної мови в Сіднеї, Австралія. 19 лютого 2006 року

### Приклади
Ще раз прошу, напиши мені письмо, та по-своєму, будь ласкав, — а не по-московському… Не забудь же, зараз напиши письмо — та по-своєму. (Т. Шевченко, Лист до брата 15 листопада 1839 р.).
А кажуть, є такі пани, що хотіли би відібрати нам нашу мову, заборонити нам думати і говорити по-своєму. Чи то може бути правда? (І. Франко, Байка про байку).
«Да постойте: що ж це я, ви ж малорос, українець?» Я з цим згодився. «А-х, щоб же нас! Так будем же розмовляти по-своєму!..». (В. Винниченко, Антерпреньор Гаркун-Задунайський).
Та вже то розумію, що ті пани хотіли би накинути на нас свій язик. Але того не буде, бо учитися можна лише на своїй мові. Якщо ми будемо жити в Москві, там научимося по-московськи, але тут, вдома, будемо говорити вже лиш по-своєму. (А. Волошин, Анька освідомилася).
…говорив заздалегідь вивчені фрази, що він також українець, та довгий час був у москалях, забув говорити по-своєму й легше йому говорити мовою російською. (В. Затонський).
А хіба неньо не були такі закаменні, як скала, коли, навіть будучи найголовнішим у селі, як тепер голова сільради, — по-румунськи «примарем»- двірником, говорили неньо з людьми по-своєму, так, як навчила мама. А мав би говорити по-румунськи, бо Румунія тоді панувала… (М. Матіос. Нація).

## Концепції поняття

### Перша концепція. Мова, вивчена в дитинстві
Згідно з першою концепцію (Д. С. Ушаков, В. І. Бєліков, Д. Крістал), рідна мова — це мова, яку людина засвоює з раннього дитинства без спеціального навчання, перебуваючи у відповідному мовному середовищі (перша мова). Дитина може засвоїти з раннього дитинства і кілька мов, у такому випадку у неї може бути дві чи більше рідні мови (природний білінгвізм, досить поширене у світі явище). Мова, засвоювана під час спеціального навчання або в мовному середовищі у старшому віці, називається друга мова (їх також може бути декілька).
Ряд авторів проводить розмежування між рідною та першою мовою, стверджуючи, що зустрічаються випадки, коли рідна мова людини змінюється протягом життя. У підручнику з соціолінгвістики Вахтіна і Головко спеціально підкреслюється, що «материнська мова — не обов'язково рідна, рідна мова — не обов'язково перша».

### Друга концепція. Функціонально перша мова
За другою концепцією рідна мова ототожнюється з мовою, якою людина мислить без додаткового самоконтролю, за допомогою якої легко та природно висловлює свої думки в усній і письмовій формі та якою людина «володіє з максимальною глибиною і повнотою, на якій легше, швидше й простіше їй мислиться, яка є для неї найбільш звичною і зручною формою вираження думки і мовного спілкування» (основна або функціонально перша мова).

### Третя концепція. Етнічна мова
За третьою концепцією рідною мовою визнається мова народу чи етнічної групи, до якої належить людина, мова, що зв'язує її з попередніми поколіннями, їх духовними надбаннями, що є фундаментом етнічної та національної самоідентифікації.
Василь Іванишин в книзі «Мова і Нація» зазначає:
1. Рідною мовою належить уважати мову своєї нації, мову предків, яка пов'язує людину з її народом, з попередніми поколіннями, їхніми духовними надбаннями. «До основних кваліфікаційних якостей громадянина входить активне володіння рідною мовою» (У. Аммон).
2. Українська мова є мовою українського народу, отже, вона i тільки вона повинна бути рідною для кожного, хто вважає себе приналежним до української нації. «Без мови нашої, юначе, й народу нашого нема» (В. Сосюра).

Етнічне трактування терміна «рідна мова» також критикується рядом авторів. Автори підручника «Соціолінгвістика» В. І. Бєліков і Л. П. Крисін відрізняють поняття рідної мови від етнічної мови. Рідна мова може відповідати національності, але може і не збігатися з нею (нерідке явище, особливо в умовах глобальних міграційних процесів, характерних для XX століття) — тільки сама людина визначає, яка мова для нього рідна.
Для залучення уваги до проблеми збереження мовного різноманіття ЮНЕСКО заснувала Міжнародний день рідної мови, який відзначають щороку 21 лютого, починаючи з 2000 року.

### Своя мова на Підляшші та в Карпатах

#### Вираз «своя мова» на Підляшші
1. Людмила Лабович. Говоримо «по-свойому» на Підляшші[недоступне посилання з липня 2019]
2. Людмила Лабович. Говоримо «по-свойому»[недоступне посилання з липня 2019]
3. Славомир Савчук. Говорити по-свойому є «trendy»[недоступне посилання з липня 2019]
4. Юрій Гаврилюк. До майбутнього почерез традицію
5. Павло Лоза. По-свойому для своїх[недоступне посилання з липня 2019]
6. Юрій Гаврилюк. Діти вже знають, хто вони є…[недоступне посилання з липня 2019]
7. Юрій Гаврилюк. Мандрівник почерез стерню та імлу[недоступне посилання з липня 2019]
8. Павло Питель. Ми є українці й будьмо з цього горді![недоступне посилання з липня 2019]
9. Славомир Савчук. Сказати правду про підляські і берестейські говірки
10. Jerzy Hawryluk. Po-swojomu: howoryti, pisati i — dumati![недоступне посилання з липня 2019]
11. Jerzy Hawryluk. Rozmowy w czasie spisu[недоступне посилання з липня 2019]
12. Jerzy Hawryluk. Na Łozyci: 'Cieła historyja zsiuol poczałasia!'[недоступне посилання з липня 2019]
13. Podsumowanie projektu «Howorymo po Swojomu»
14. Jerzy Misiejuk. «Po-swojomu» — to znaczy «po-jakomu»?[недоступне посилання з липня 2019]
15. Chto howoryt po-swojemu? (думки молоді на польському православному форумі)[недоступне посилання з липня 2019]
16. сайт «Своя. орг»
17. Ян Максімюк. Незапатрабаваны творчы патэнцыял або беларусы Беласточчыны як народ трохмоўны
18. Nevinny. Graham Greene (переклад Яна Максимюка на «свою мову»)

#### У Карпатах
1. Панько Копняк. У Трускавці біля бювету є своя мала республіка
2. Василь Шляхтич. Заспівати хоче мати про Карпати
3. Бованко Танька и Гриц. На Лемковині
4. Бованко Танька и Гриц. Кус о Ваню Фуджаку, його родині і селі Мисцові
5. На три дні до Польщі з'їхалися лемки з усього світу